# 118235 Federico
118235 Federico este o planetă minoră (asteroid), cu un diametru de 1,699 km, din centura de asteroizi. A fost descoperită pe 7 martie 1997 la  de osservatorio San Vittore⁠(d). 
Obiectul prezintă o orbită caracterizată de o semiaxă mare de 2,2267622436289 UAi, o excentricitate de 0,12049926044289, o înclinație de 4,8272859924983 ° în raport cu ecliptica.